# Maestro de las Iniciales de Bruselas

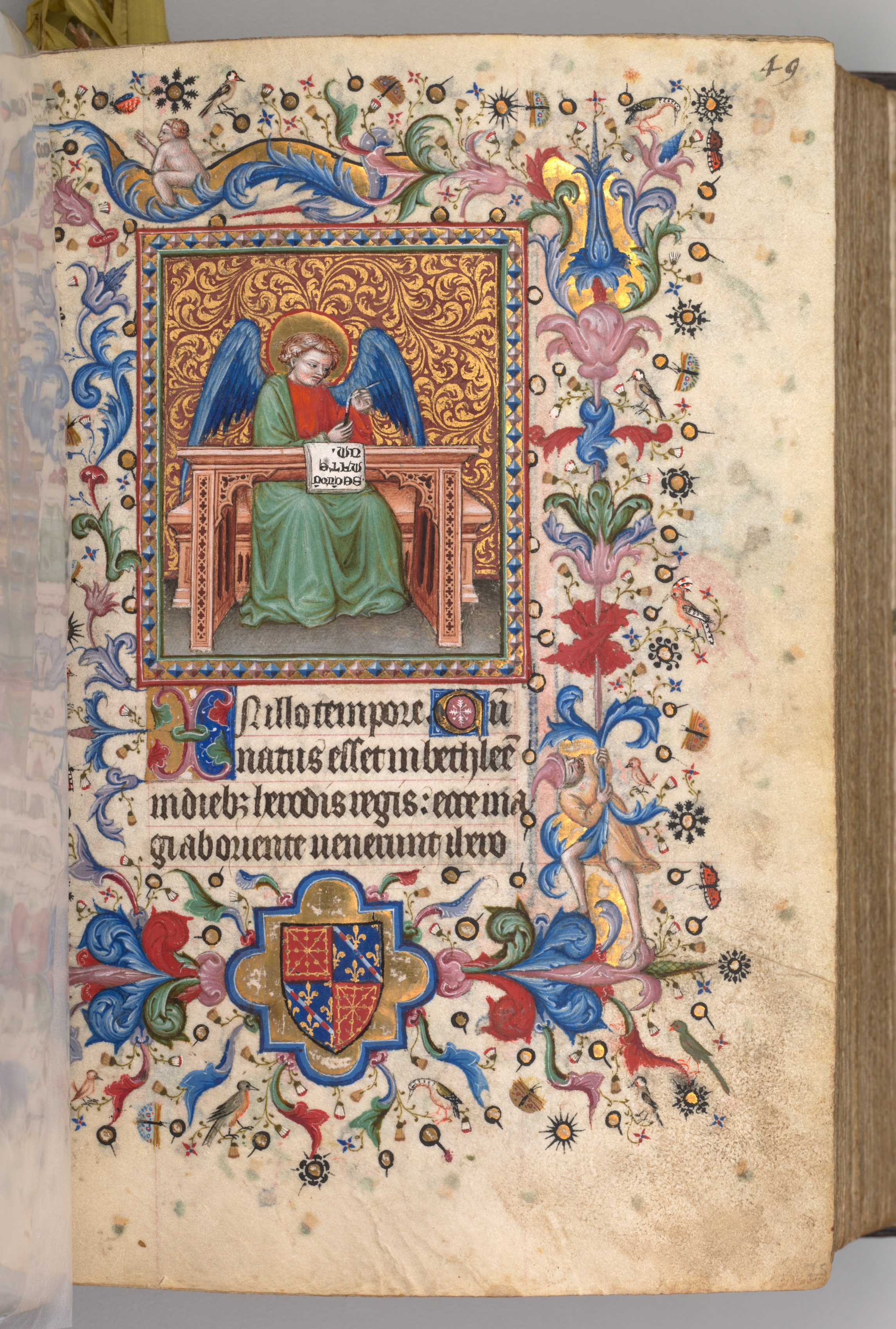
Mateo, pintado por el Maestro de las Iniciales de Bruselas en las Horas de Carlos el Noble

El Maestro de las Iniciales de Bruselas (fl. c. 1390-1410), es una denominación convencional al previa y dudosamente identificado como Zebo da Firenze, un iluminador de manuscritos activo principalmente en Italia y Francia entre 1390-1420. Su nombre deriva del libro de horas que perteneció al bibliófilo Juan I, duque de Berry, empleó al maestro de las iniciales de Bruselas. Trajo influencias italianas a la iluminación de manuscritos franceses y de esa manera desempeñó un papel importante en el desarrollo del llamado estilo gótico internacional. Las decoraciones del artista aparecen en varias obras diferentes, ilustradas por varios artistas diferentes, y algunas atribuciones han sido cuestionadas. Un corpus de obras atribuibles al Maestro de las Iniciales de Bruselas fue inicialmente identificado por los historiadores del arte Otto Pächt y Millard Meiss . El estilo del artista era inventivo, brillante y animado, y G. Evelyn Hutchinson también ha señalado las representaciones inusualmente realistas de la diminuta vida silvestre que se encuentran en su trabajo. 

## Biografía

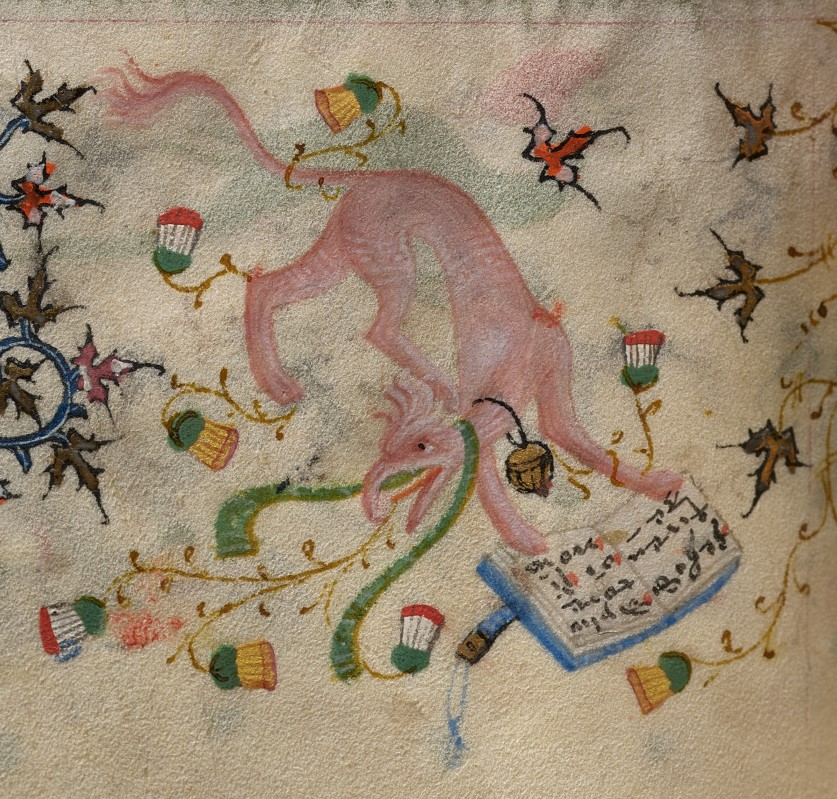
Detalle en los márgenes del Libro de Horas de Carlos III el Noble, una vez interpretado como una firma del artista

No se ha establecido la identidad exacta del artista. Otto Pächt pensó que el artista podría identificarse con un Zebo o Zanobi da Firenze, pero esta atribución ha sido rechazada desde entonces. La identificación se basó en una sola inscripción, identificada por primera vez por fr y de difícil lectura, en los márgenes de una página de un libro de horas realizado para Carlos III de Navarra, las Libro de Horas de Carlos III el Noble. Un libro abierto sostenido por un grifo supuestamente contendría las palabras "Zebo da Firenze". Pächt dedujo que sería idéntico a un pintor llamado Zanobi da Firenze, conocido por los archivos. Sin embargo, el nombre Zebo no es una abreviatura ni un sustituto del nombre Zanobi, y el Zanobi mencionado en los archivos parece haber vivido más tarde que el iluminador. Además, se ha propuesto que la inscripción fue realizada por otro ilustrador secundario, y podría interpretarse como "Zecho di Firenze".
En cambio, se ha aceptado el nombre convenido de "Maestro de las iniciales de Bruselas" para el artista. El nombre se deriva de una serie de iniciales historiadas en Las muy bellas horas del duque de Berry, un suntuoso libro de horas que forma parte de las colecciones de la Biblioteca Real de Bélgica en Bruselas. Parece claro que vino de Italia y probablemente trabajó en Bolonia antes de mudarse a París alrededor de 1400 o algo antes.

## Obras y estilo

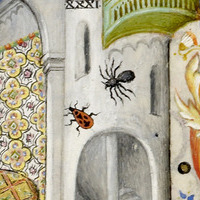
Detalle que representa un Pyrrhocoris apterus, de un libro de la Biblioteca Británica

Millard Meiss identificó, junto con Pächt, un corpus de obras atribuibles al Maestro de las Iniciales de Bruselas, y las colocó en una cronología propuesta. Sin embargo, pocas de las iluminaciones se pueden señalar en una fecha específica, y existen desafíos para vincularlas entre sí y con los libros en los que aparecen. Las iluminaciones aparecen además en libros donde la decoración fue realizada por varios artistas diferentes. Por lo tanto, las atribuciones precisas son difíciles de hacer y su cronología ha sido objeto de debate. Sin embargo, los investigadores y estudiosos del tema coinciden en gran medida en que varias iluminaciones en un libro de horas ahora en la Biblioteca Palatina de Parma (Ms. 159) podrían ser una de las primeras obras del artista, ejecutadas alrededor de 1390-1395. Otras obras del Maestro de las Iniciales de Bruselas incluyen iluminaciones en un libro de horas en la Bodleian Library, Oxford (Ms. Douce 62), en las ya mencionadas Libro de Horas de Carlos III el Noble (conservado en el Museo de Arte de Cleveland, Cleveland), condecoraciones en un manuscrito de Lactancio conservado en Holkham Hall, Inglaterra, y en un libro de horas de la biblioteca del Palacio Real, Madrid (Ms. 2099), así como las iniciales por las que se llamado.
También existe un amplio acuerdo en que el artista aportó influencias italianas recientes al arte francés. Fue influenciado por las iluminaciones de Niccolò da Bologna y, por lo tanto, puede haber trabajado en Bolonia; y después de haber pasado varios años en Francia, es posible que haya regresado a Italia más tarde en su vida. Al decorar las iniciales que dan nombre al artista, trabajó para Juan, duque de Berry. El historiador de arte Robert G. Calkins ha argumentado que con el paso del tiempo, el Maestro de las Iniciales de Bruselas obtuvo un mayor control sobre la fabricación de los manuscritos a los que contribuyó con iluminaciones, pasando de "simples intrusiones" en los manuscritos "totalmente decorado por artistas indígenas" al principio de su carrera en Francia a tener rienda suelta cuando más adelante en su carrera recibió encargos para terminar un manuscrito abandonado, en el caso de las Horas de Bruselas.
Al Maestro de las Iniciales de Bruselas se le ha descrito como "claramente inventivo, o al menos en alerta, de mente abierta y curioso" que desempeñó un papel importante en el desarrollo del llamado estilo gótico internacional. A través de su trabajo, la iluminación de manuscritos franceses se enriqueció con influencias italianas en forma de "miniaturas de colores brillantes, figuras animadas y arquitectura fantasiosa de colores luminosos", posiblemente inspirada directamente en las pinturas murales al fresco de Altichiero. El Maestro de las Iniciales de Bruselas también jugó un papel decisivo en la introducción de bordes decorados más coloridos y lujosos en la iluminación de manuscritos franceses. Meiss indica varios detalles iconográficos introducidos en Francia desde Italia (y algunos que finalmente se derivaron de modelos bizantinos o incluso clásicos) por el artista, pero también influencias francesas en su propio arte, y no descarta que los hermanos Limbourg, creadores de algunos de los más famosos de todos los libros medievales, podrían haberse inspirado directamente en las obras de este autor. Esta mezcla de tradiciones francesas e italianas, tal como se desarrolló en París y sus alrededores, se convirtió en una característica del estilo gótico internacional a principios del siglo XV, y en ello el Maestro de las Iniciales de Bruselas desempeñó un papel importante sobre este soporte.
G. Evelyn Hutchinson ha indicado que entre las decoraciones manuscritas atribuidas al Maestro de las Iniciales de Bruselas también hay representaciones raramente realistas de luciérnagas, Pyrrhocoris apterus, —"ciertamente por alguien que conocía el insecto en la naturaleza" y representaciones de una forma mutante de Zygaena ephialtes en algunos manuscritos puede haber sido realizada por otro artista siguiendo un modelo o boceto del Maestro de las Iniciales de Bruselas. Argumenta que este es un referente del desarrollo, dentro de la decoración de manuscritos, de una visión del mundo más naturalista, "parte del mismo movimiento que produjo los estudios contemporáneos de óptica y mecánica en Inglaterra, Francia y Alemania" y que continuó con la producción de tratados formales de historia natural en el siglo XVI.